# Tavagnacco
Tavagnacco (in friulano Tavagnà) è un comune italiano di 14 636 abitanti appartenente all'ex provincia di Udine, nel Friuli-Venezia Giulia. Si tratta di un comune sparso, in quanto la sede comunale non si trova nel centro omonimo ma nella più popolosa frazione di Feletto Umberto (già comune autonomo fino al 1928, quando fu aggregata a Tavagnacco).

## Geografia fisica
Posto a circa 137 metri sopra il livello del mare, confina con il capoluogo Udine, con cui costituisce un'unica area urbana senza soluzione di continuità. È situato tra i torrenti Cormor (Cormôr) e Torre (Tôr) e si estende fino ai primi anfratti morenici, per una superficie complessiva di circa 15,25 chilometri quadrati.
Il territorio comunale è circondato a nord dai Comuni di Tricesimo e Reana del Rojale, a nord-ovest da quello di Pagnacco che, con gli avvallamenti del Cormôr, ne delimita il confine, a ovest da quelli di Martignacco e Pasian di Prato e, infine, a sud a est, da quello di Udine.
Oltre a Tavagnacco centro e a Feletto Umberto (Felet) il territorio comprende le frazioni orientali di Adegliacco (Dedeà), Cavalicco (Cjavalì) e Molin Nuovo (Mulin Gnûf), che costituiscono ormai di fatto un unico centro urbano (a sua volta contiguo a Udine, dal cui abitato è separato dalla via Cividina). Vi sono poi Branco (Branc), posta tra Tavagnacco e Feletto, e Colugna (Culugne), contigua al quartiere Rizzi di Udine.
Santa Fosca (Sante Foscje) è considerata una borgata di Adegliacco, Santa Fosca era anche il nome di un'antica chiesetta situata nella stessa zona e crollata nell'inverno del 1928.

## Storia
La storia di Tavagnacco è stata da sempre condizionata dalle importanti vie di comunicazione che l'attraversano. A queste sono legate le profonde trasformazioni sociali e strutturali degli ultimi decenni, che hanno visto un progressivo espandersi degli insediamenti abitativi e produttivi.
Per avere l'idea dei tumultuosi mutamenti avvenuti, basta confrontare i dati della popolazione nel 1961, che risultava essere di 6 719 unità, con gli attuali abitanti del Comune, che sono 14 189. Anche negli ultimi anni, benché il saldo naturale della popolazione (la differenza tra i nati ed i morti) sia in pareggio, continua la crescita della popolazione, supportata principalmente dagli udinesi che lasciano il capoluogo per un comune di piccole dimensioni con tutti i servizi dove la qualità della vita è percepita come migliore.
Il territorio dell'attuale comune di Tavagnacco risulta precocemente antropizzato, com'è dimostrato dal rinvenimento di oltre ventimila manufatti in selce e quarzite locali in una zona sudorientale del Comune, i quali coprono un periodo che va dal Paleolitico superiore all'Eneolitico.
Non si hanno notizie in merito alle caratteristiche di tale insediamento ma con tutta probabilità si trattava di cacciatori e raccoglitori stabilizzatisi, in un secondo momento, in comunità agricole.
La continuità di insediamenti fino all'età romana è, ad ogni modo, dimostrata da ritrovamenti in età imperiale presso la località “Angoris”, in comune di Udine, ma a poche centinaia di metri dal confine con Tavagnacco.
Analizzando i resti della centuriazione romana, si evince il dato per cui sul territorio di Tavagnacco sarebbe passato il confine tra l’agro aquileiese, colonia da cui partì la romanizzazione del Friuli, e l'agro di Iulium Carnicum (Zuglio), dove era senz'altro forte la presenza celtica; come è probabile che attraverso Tavagnacco passasse la cosiddetta via Julia Augusta che collegava Aquileia al Norico.
Nell'età romana si formano i toponimi locali, tipici quelli prediali in -acco, -icco, o quello di Colugna, derivante dal latino colonia; sempre in questo periodo si verifica la diffusione della religione cristiana, proveniente da est.
A causa della sua posizione geografica il comune è vittima di invasioni di popoli transalpini, soprattutto germanici, che intendono raggiungere il centro dell'impero romano. Questo fenomeno porterà dei mutamenti radicali all'assetto del Friuli.
Del periodo delle invasioni barbariche va fatta menzione della dominazione longobarda, che lasciò nella regione un discreto ricordo; è infatti a questa età che risalgono le prime attestazioni scritte che riguardano i paesi dell'area. Un documento del 762 attesta una donazione al monastero femminile di Salt di Povoletto da parte dei nobili Erfo, Marco e Xanto di alcune case poste “in Adeliaco”.

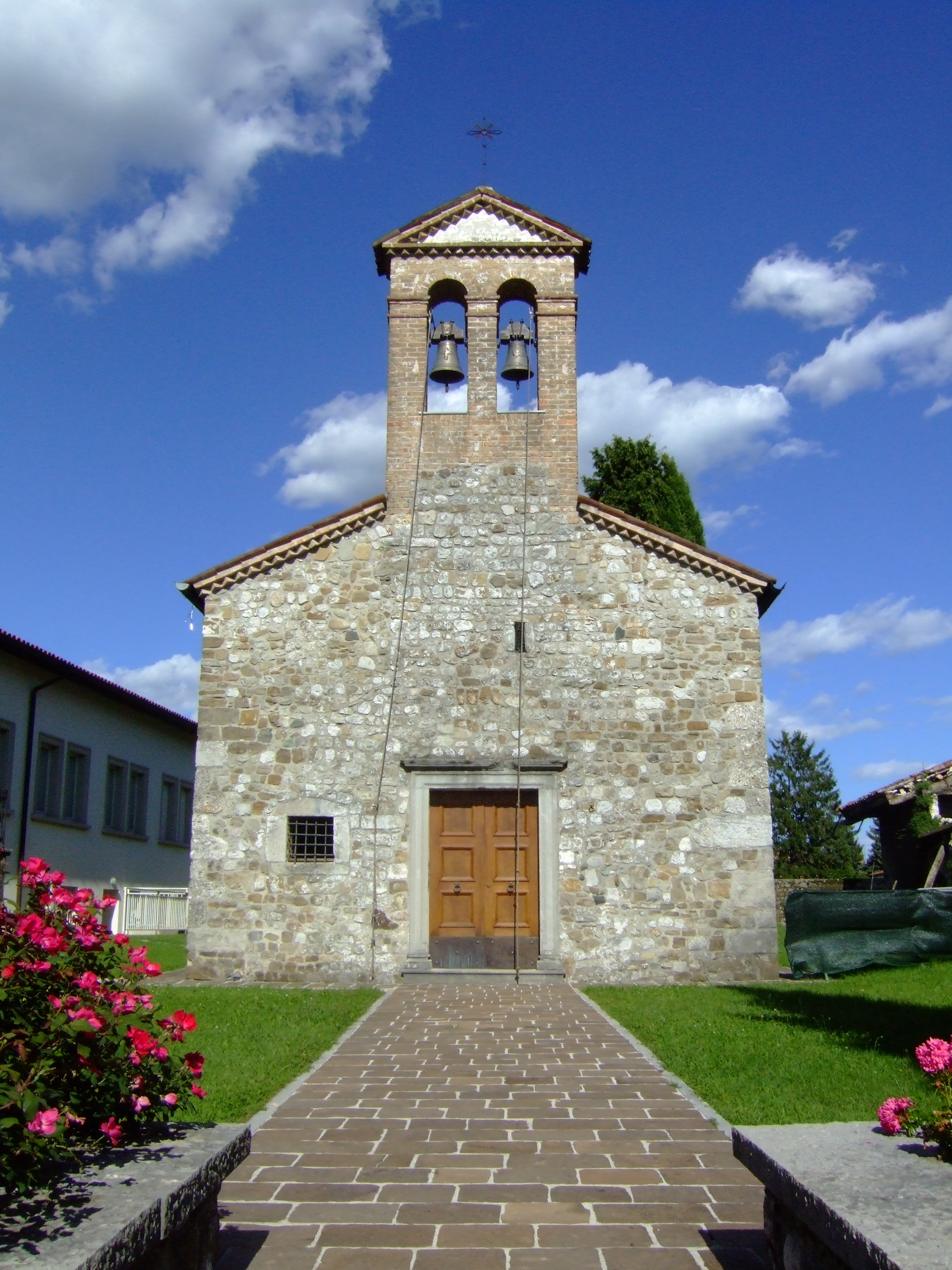
Cavalicco - Chiesa di San Leonardo

La prima menzione di Cavalicco avviene nel periodo carolingio circa nel 790, quando il patriarca Paolino d'Aquileia fonda la chiesa di San Leonardo, che sarà poi consacrata dal patriarca Valperto nell'882.
Lotte interne tra diverse fazioni e, soprattutto, le invasioni degli ungari chiudono il periodo della dominazione di Carlo Magno e dei suoi successori interrompendo il momento di rinascita che il Friuli stava attraversando. Con l'inizio del nuovo millennio il patriarca assumerà i poteri spirituale e temporale riunendo sotto il Patriarcato di Aquileia popoli romanzi, germanici e slavi.
A dimostrare le tendenze ghibelline e filogermaniche del patriarcato ci sono i vari passaggi di proprietà della villa di Adegliacco: da Emma di Zeltschach, fondatrice del vescovado di Gurk, dopo l'anno Mille, passa all'arcivescovo di Salisburgo e da questi nel 1212 al patriarca Wolfger. Tra il 1257 e il 1293 vengono, per la prima volta, attestati i toponimi di Branco, Colugna, Tavagnacco e Feletto. Il territorio non era, tuttavia, unito da un punto di vista giurisdizionale. Tavagnacco sembra facesse parte delle proprietà dei nobili d'Attimis, Branco di un ramo degli Ettorei e il resto era diviso fra la Gastaldia di Trigesimo e il capitanato di Udine.
L'annessione del Friuli alla Repubblica di Venezia modificò lentamente la situazione. In questo periodo va ricordata, nel 1477, l'incursione turca che distrusse Sitins, borgata di Adegliacco. Nel ‘600 Venezia mise in vendita le giurisdizioni feudali libere; così Colugna venne acquistata nel 1600 da Valentino di Lovaria che poi la cedette ai Beretta, futuri conti di Colugna. Adegliacco, invece, venne ceduta a Dante Villabruna di Feltre. Un conte della famiglia Florio esercitava la proprietà su Cavalicco, mentre Branco era amministrata da un luogotenente in sostituzione degli Ettorei colpevoli di non aver legalizzato l'investitura nobiliare. Con l'avvento di Napoleone le giurisdizioni nobiliari cessarono di esistere, non furono ripristinate neanche con il Regno Lombardo-Veneto che perdurò sino al plebiscito del 21-22 ottobre 1866, quando il Comune entrò a far parte dello Stato italiano.
Questo cambiamento portò alla creazione di due comuni: Feletto (poi rinominato Feletto Umberto), con le frazioni di Branco e Colugna, e Tavagnacco, con annesse Adegliacco e Cavalicco. Profonde erano le differenze tra i due comuni. Mentre a Feletto si distinguevano le componenti operaie ed artigiane, con una vita politica dominata da componenti progressiste, Tavagnacco era un comune prevalentemente agricolo, dominato politicamente dai conservatori. Feletto ebbe all'inizio del secolo la più forte sezione socialista friulana, mentre a Tavagnacco dominava la potente famiglia dei di Prampero, una delle famiglie di più antica nobiltà in Friuli, che, però, non aveva feudi nel Comune di Tavagnacco; un ramo vi acquistò una villa (l'attuale Villa di Prampero) nel 1836.
Al termine della prima guerra mondiale le differenze erano le medesime, ma nel 1928, per disposizione fascista, i comuni di Pagnacco e Feletto Umberto vennero aggregati al comune di Tavagnacco. La parentesi fascista, fu particolarmente dura per un territorio con notevole presenza antifascista, e si concluse solo con la seconda guerra mondiale che portò numerosi lutti alla comunità, colpita dalle morti dei militari di leva spediti sul fronte di Russia ed Albania ed altre zone di guerra; da quelle dei partigiani levatisi in armi contro i nazifascisti, tra cui i tredici martiri, impiccati il 29 maggio del 1944; da quelle dei civili: ancora il 30 aprile 1945 una colonna di tedeschi in ritirata uccise 16 civili inermi.
Dopo la liberazione Pagnacco chiese ed ottenne di tornare comune autonomo, mentre Tavagnacco e Feletto Umberto rimasero uniti, con quest'ultimo sede comunale, ed iniziò un periodo di sviluppo demografico che continua fino ad oggi, dopo aver conosciuto una consistente accelerazione negli ultimi vent'anni, anche malgrado gli eventi sismici del 1976, peraltro non disastrosi nel comune. La struttura produttiva è profondamente mutata: praticamente annullata la componente agricola, la piccola industria protagonista negli anni sessanta è stata notevolmente ridimensionata, lasciando un largo spazio ad un pronunciato sviluppo del settore terziario.

### Simboli
Lo stemma e il gonfalone sono stati concessi con decreto del presidente della Repubblica del 19 aprile 1968.
Il gonfalone è un drappo di giallo a due pali d'azzurro,

## Monumenti e luoghi d'interesse
- Chiesa di Sant'Antonio Abate di Tavagnacco
- Chiesa di Sant'Antonio Abate di Feletto Umberto
- Chiesa di San Clemente di Adegliacco
- Chiesa di San Leonardo di Cavalicco
- Chiesa di San Leonardo vecchia
- Chiesa vecchia di San Francesco di Branco
- Chiesa di San Pietro e Paolo (Colugna)

## Società

### Evoluzione demografica
Abitanti censiti

### Etnie e minoranze straniere
Gli stranieri residenti a Tavagnacco al 1° gennaio 2024 sono 848 e rappresentano il 5,8% della popolazione residente. La comunità straniera più numerosa è quella proveniente dalla Romania con il 23,0% di tutti gli stranieri presenti sul territorio, seguita dall'Albania e dall'Ucraina.

### Lingue e dialetti
A Tavagnacco, accanto alla lingua italiana, la popolazione utilizza la lingua friulana. Ai sensi della Deliberazione n. 2680 del 3 agosto 2001 della Giunta della Regione autonoma Friuli-Venezia Giulia, il Comune è inserito nell'ambito territoriale di tutela della lingua friulana ai fini della applicazione della legge 482/99, della legge regionale 15/96 e della legge regionale 29/2007.
La lingua friulana che si parla a Tavagnacco rientra fra le varianti appartenenti al friulano centro-orientale.
Vari studi sulla lingua friulana locale e alcune raccolte di poesie e prose sono stati pubblicati dallo scrittore e artista Paolo Bulfone.

## Infrastrutture e trasporti
Tavagnacco è lambita dalla strada statale 13 Pontebbana, importante strada di collegamento con la Carnia e l'Austria verso nord e con il Veneto verso sud.
Dal 1927 al 1959 l'abitato disponeva inoltre di un collegamento con Udine costituito dalla tranvia Udine-Tarcento, nota in loco con il soprannome di "tram bianco".

## Amministrazione

### Sindaci dal 1995
| Periodo        | Periodo        | Primo cittadino    | Partito         | Carica  | Note |
| -------------- | -------------- | ------------------ | --------------- | ------- | ---- |
| 23 aprile 1995 | 13 giugno 1999 | Stefano Urbano     | Centro destra   | Sindaco |      |
| 13 giugno 1999 | 13 giugno 2004 | Valerio Frezza     | Centro sinistra | Sindaco |      |
| 13 giugno 2004 | 7 giugno 2009  | Mario Pezzetta     | Lista civica    | Sindaco |      |
| 7 giugno 2009  | 25 maggio 2014 | Mario Pezzetta     | Lista civica    | Sindaco |      |
| 25 maggio 2014 | 26 maggio 2019 | Gianluca Maiarelli | Lista civica    | Sindaco |      |
| 26 maggio 2019 | 3 aprile 2023  | Moreno Lirutti     | Lista civica    | Sindaco |      |
| 3 aprile 2023  | In carica      | Giovanni Cucci     | Lista civica    | Sindaco |      |

### Gemellaggi
Serrenti, dall'aprile 1997

## Sport
La più importante realtà sportiva della cittadina è l'U.P.C. Tavagnacco, società polisportiva che ha nella sua squadra di calcio femminile la maggiore rilevanza, dalla stagione 2001-2002 costantemente in Serie A, il massimo livello del campionato italiano femminile di calcio. Come Unione Polisportiva Comunale Graphistudio Tavagnacco ha conquistato due Coppe Italia consecutive, al termine delle stagioni 2012-2013 e 2013-2014.